# Mariä Himmelfahrt (Kirchhaslach)

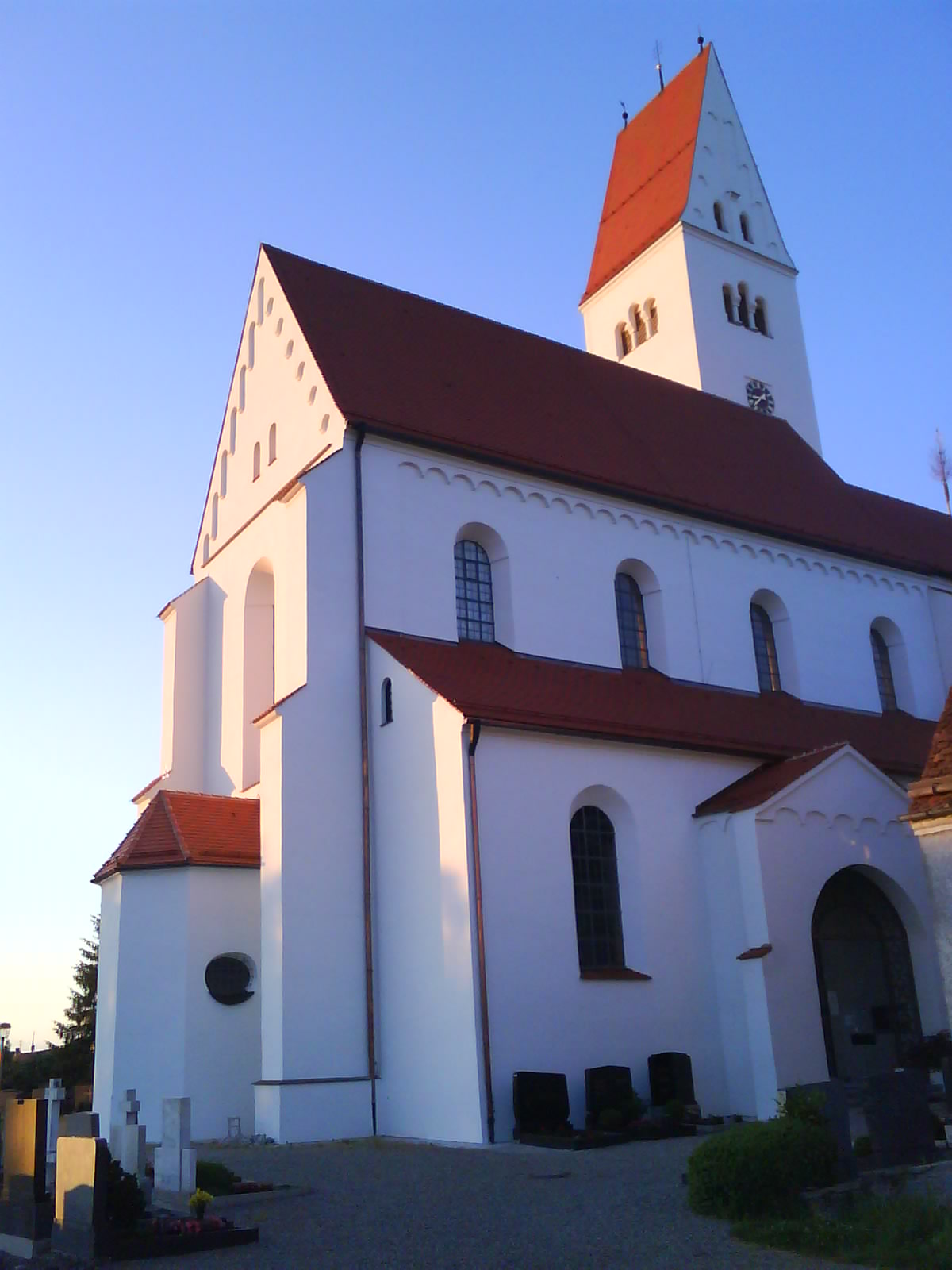
Wallfahrtskirche Kirchhaslach

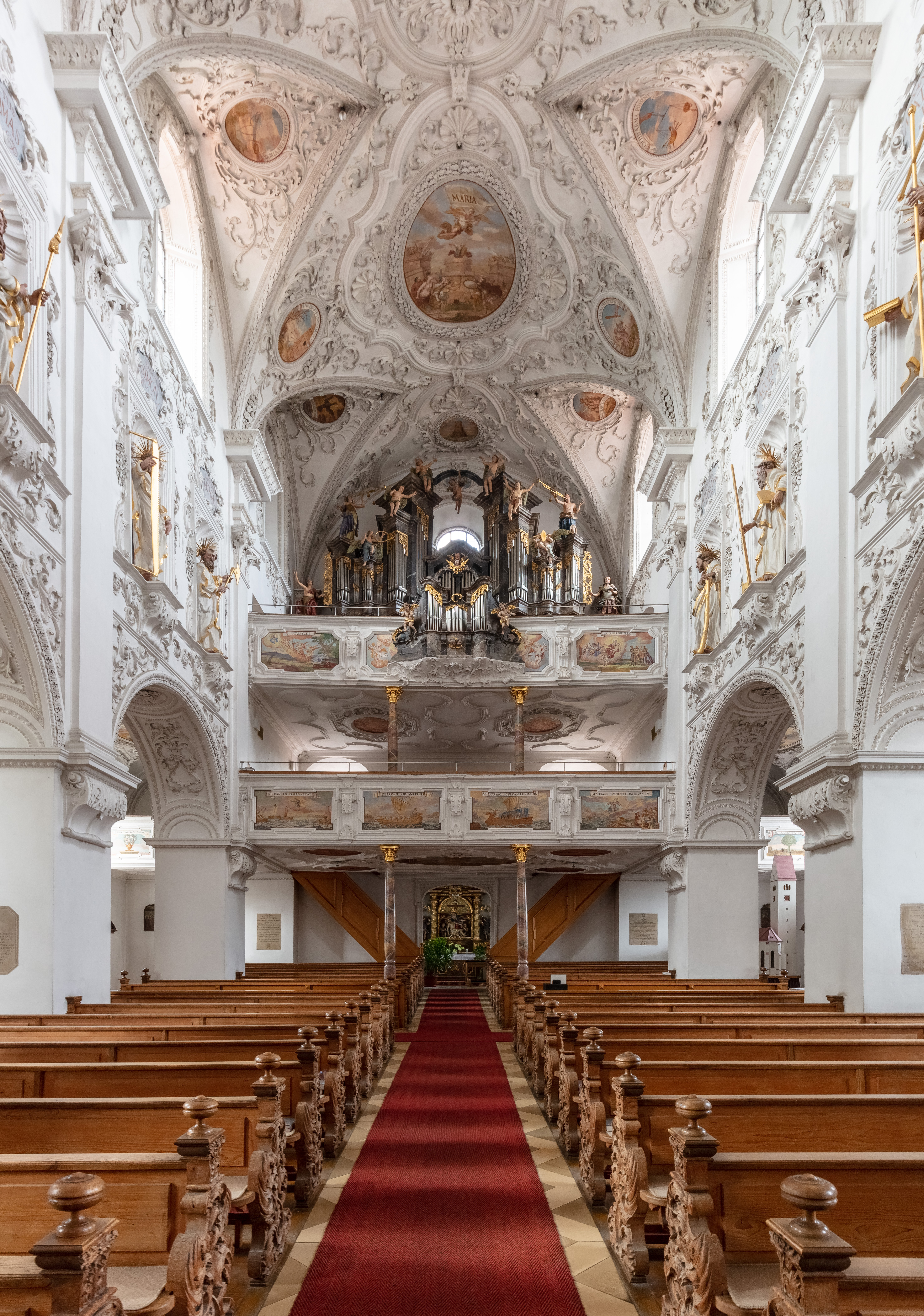
Blick vom Altar

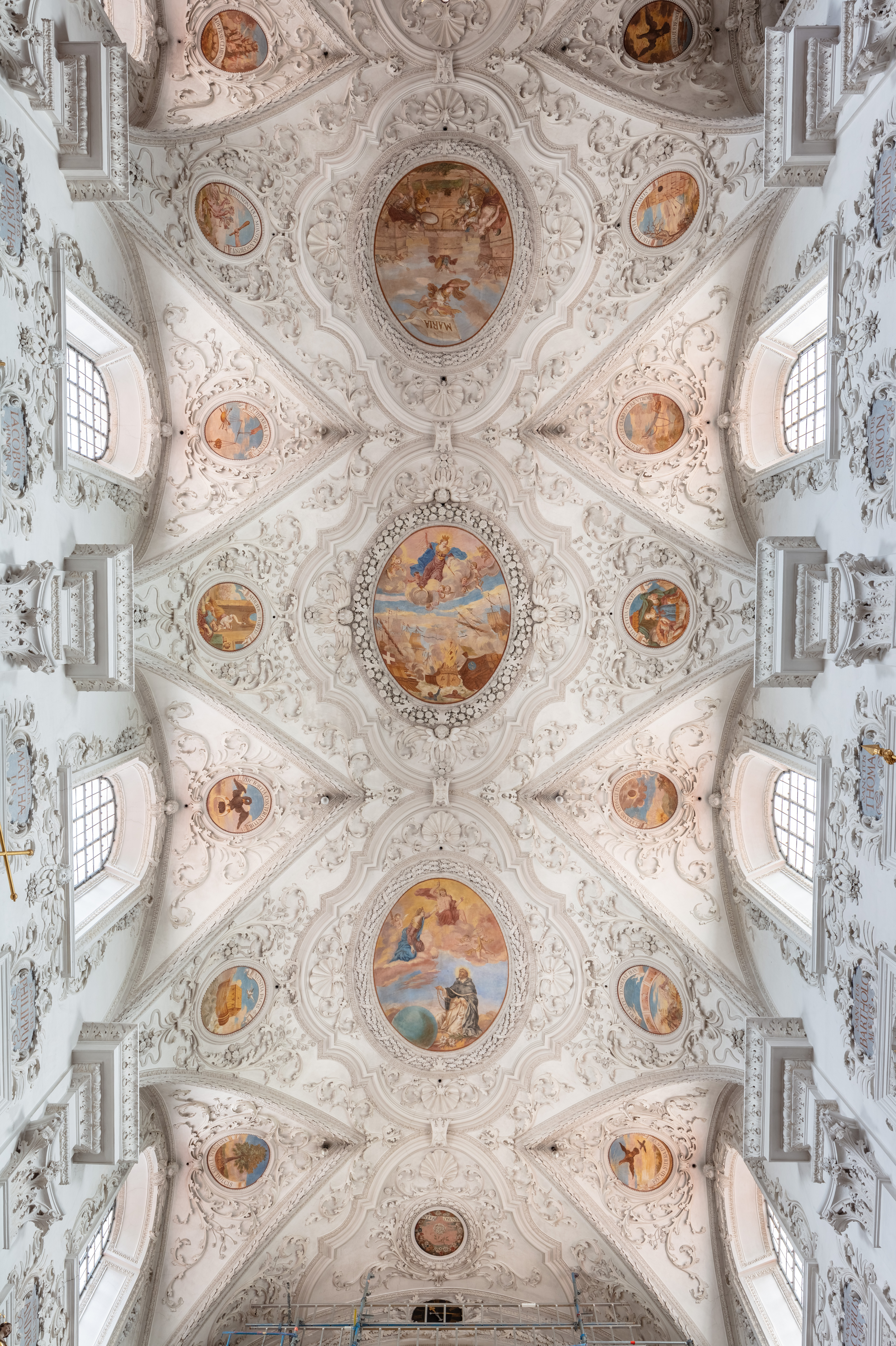
Decke

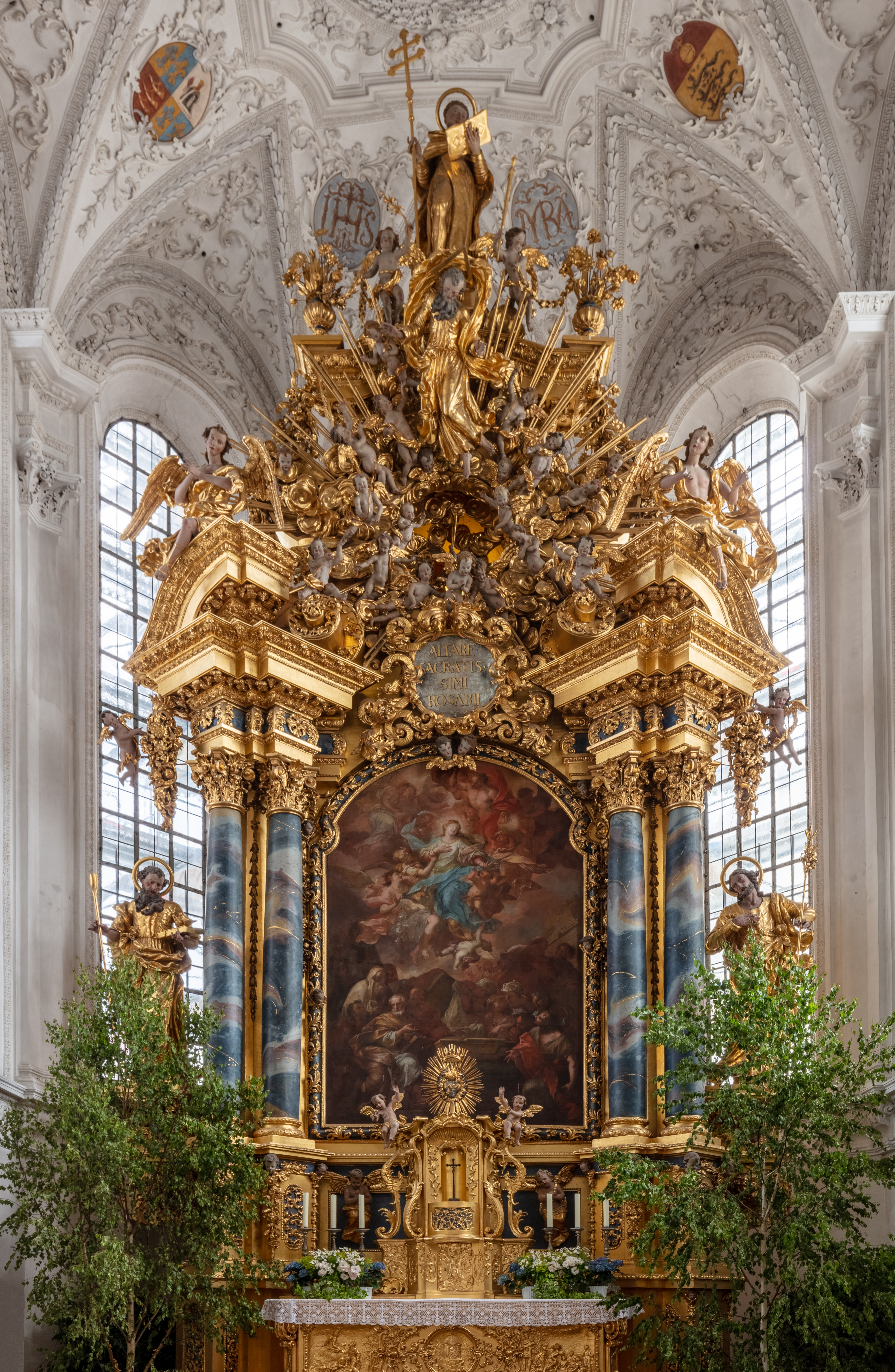
Hochaltar

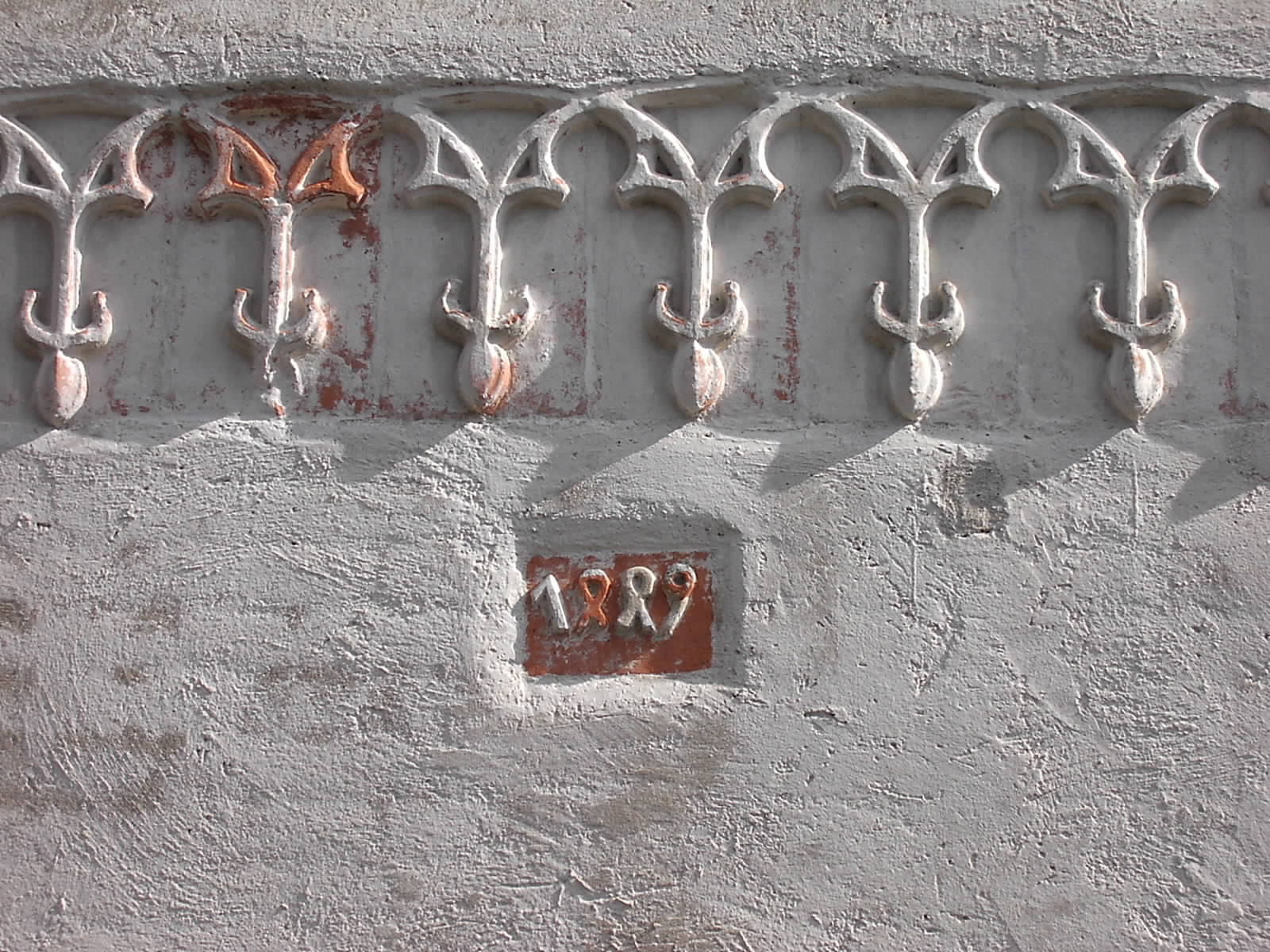
Spätgotischer Fries und Jahreszahl 1449 am Turm der Wallfahrtskirche Kirchhaslach

Die katholische Pfarr- und Wallfahrtskirche Mariä Himmelfahrt liegt in der Gemeinde Kirchhaslach im Landkreis Unterallgäu in Bayern.

## Geschichte
Der Ort und mit ihm auch eine erste Kirche entstand vermutlich in der ausgedehnten Rodungsperiode des 12./13. Jahrhunderts. Das Gemeindegebiet wird im örtlichen Dialekt das „Greuth“ genannt als Bezeichnung für ein gerodetes und urbar gemachtes Gebiet. Der Dorfname Haslach (mundartlich „Hasla“), der sich vom Bach „Hasel“ oder „Haslach“ herleitet und für ein höheres Alter der Siedlung spricht, wurde erst später zur Abgrenzung von anderen Orten gleichen Namens zu „Kirch-Haslach“ erweitert. Beim Neubau der Brücke im Jahr 2009 wie auch bei archäologischen Ausgrabungen im Gewerbegebiet 2013 wurden steinzeitliche Radiolarit-Klingen, sogenannte Mikrolithe gefunden, sodass man bereits eine Anwesenheit steinzeitlicher Jäger und Sammler im Haseltal annehmen kann.
Das spätere Ziel der Wallfahrt, eine spätromanische, geschnitzte und gefasste thronende Maria mit Kind, entstand um 1220. Die Legende erzählt, das von Albrecht von Rechberg bei der Jagd aufgefundene und nach Babenhausen verbrachte Marienbildnis sei dreimal an den Fundort im Haseltal zurückgekehrt. Zunächst an einem Baum angebracht, wurde eine hölzerne Kapelle errichtet, die 1391 durch eine aus Bruchsteinen gemauerte, bereits dreischiffige Kirche mit Polygonalchor ersetzt wurde, deren Fundamente bei der letzten großen Innenrenovierung ab dem Jahr 1968 im heutigen nördlichen Seitenschiff wieder zu Tage kamen. Ein Kaplanei-Benefizium Albrechts von Rechberg wurde am 24. April 1392 vom Augsburger Bischof Burkhard von Ellerbach bestätigt.
Der bestehende spätgotische Bau ist am Turm mit der Jahreszahl 1449 und am Chor mit 1470 bezeichnet. Seine Architektur wird als von Bettelordenskirchen und oberschwäbischen Stadtpfarrkirchen beeinflusst beschrieben. Anton Fugger, seit 1539 Herr von Babenhausen, errichtet eine Kuratie in Kirchhaslach.
Die Visitation von 1624 nennt die Kirche „parvum ornata“ (wenig geschmückt) und erwähnt vier Altäre, von denen der Kreuzaltar „propter commoditatem“ bald entfernt werde. 1627 kam es zur Gründung der Erzbruderschaft der Rosenkranzkönigin (bedeutsam für die Ikonographie des späteren barocken Umbaus).
In einer Zeit der Erholung nach dem verheerenden Dreißigjährigen Krieg erfolgte um 1680 der Anbau der Kapelle der Schmerzhaften Muttergottes an der Westseite sowie des Altars. 1680/1681 schuf Schreiner Balthasar Eberle von Neuffen (wohl Langenneufnach) die prächtige Kanzel, Figuren entstanden durch Bildhauer Johann Ludwig Ertinger von Kempten und Fassmalerei durch Perlag Ertinger. 1682 wurde die Kirche mit „weißen Steinen“ (Solnhofener Plattenkalk) anstatt des bisherigen Ziegelbodens gepflastert. Möglicherweise bereits in dieser Zeit auch Abrundung der spitzbogigen Fensteröffnungen und weitere Barockisierungen der spätgotischen Architektur (Gewölbe, Pfeiler etc.). Am 20. November 1686 weihte der Augsburger Weihbischof Eustachius von Westernach vier Altäre. Die Apostelfiguren an den Wänden sind von 1693, in diesem Zusammenhang erfolgten Zahlungen an einen Bildhauer von Ottobeuren und einen Maler von Memmingen.
Matthias Stiller († 7. April 1710) von Ettringen schuf, wohl unter Mitarbeit seines Sohnes Michael, 1707–10 eine reiche Stuckierung. Fresken mit marianischen Emblemen und Allegorien stammen vielleicht vom Memminger Maler Sichelbein (obwohl lutherischer Konfession). 1715 entstand ein neuer Hochaltar (Augsburger Arbeit) mit Gemälde von Johann Georg Bergmüller, 1737 eine neue Orgel von Augustin Simnacher von Tussenhausen (Prospekt erhalten). 1793 erfolgte eine Außenrenovierung („wurde die Kirche und der Turm...“ von drei Italienern neue bestochen und verputzt, der Prinzipal hieß Josef Modini), 1797 ein neuer Tabernakel in Form der Bundeslade von einem Bildhauer aus Ottobeuren (wohl verloren).
War Kirchhaslach vorher ein Teil der Herrschaft (seit 1803 Reichsfürstentum) Fugger Babenhausen, kam es mit der Rheinbundakte 1806 zum Königreich Bayern. 1808 erfolgte in Bayern die Aufhebung der Wallfahrten.
1836 erfolgte eine Außenrenovierung unter Maurermeister Deprost von Babenhausen. 1868 erfolgte die Erhebung zur Pfarrei (aber schon seit 1764 bestanden quasi pfarrliche Rechte). 1893 wird ein neuer Taufstein aus weißem Marmor angeschafft (jetzt ausgelagert). 1895–97 erfolgt eine Innenrenovierung (u. a. teils farbige Fassung des Stucks mit Vergoldungen, Fenster mit Ornamenten, Antependium und Tabernakelaufbau im Barockstil am Hochaltar neu), 1898 die Altarweihe des Hochaltars (aufgrund der Erneuerung).
1906 entstand ein neues Orgelwerk von Julius Schwarzbauer, Mindelheim. 1963 ersetzte man im Zuge einer Außenrenovierung die grünlich glasierten Ziegel des Turmdaches durch unglasierte rote Dachziegel. 1968–70 folgte eine Innenrenovierung unter der Maßgabe, die Veränderungen des späten 19. Jahrhunderts rückgängig zu machen.
2007/08 erfolgte wieder eine Außenrenovierung der Pfarrkirche.